# Condica capensis
Condica capensis is een vlinder uit de familie uilen (Noctuidae). De wetenschappelijke naam is voor het eerst geldig gepubliceerd in 1857 door Walker.
De soort komt voor in Europa.